# シュトレーゾウの戦い
シュトレーゾウの戦い（ドイツ語: Schlacht bei Stresow）は大北方戦争におけるポメラニア戦役中の1715年11月16日の早朝、リューゲン島、プットブス近郊のグロース・シュトレーゾウで生起した戦いである。歴史記述においては「シュトレーゾウの（小規模な）戦い」（Gefecht bei Stresow）、「グロース・シュトレーゾウの戦い」（Gefecht bei Groß Stresow）とも呼ばれている。

## 前史
デンマークとザクセンの軍は、すでに1711年から1712年にかけてシュトラールズント要塞の攻略を試みていた。この要塞はリューゲン島を経由してスウェーデン本土から補給と増援を得られたため、この攻囲戦は失敗する。またスウェーデン海軍は、いまだにシュトラールズントの入り江とリューゲン島周辺の水域において制海権を有していた。
1715年の初夏、プロイセン、デンマーク、ザクセンとハノーファーの軍は改めてシュトラールズントの攻囲を開始した。スウェーデン国王カール12世は、自ら町と要塞の防衛を指揮した。この攻囲戦においても、寄せ手はリューゲン島から砲撃される。こうして、まずリューゲン島を占領した上で、二手からシュトラールズントへ進撃することになった。上陸作戦に必要な条件は、リューゲン島周辺の水域の制圧であった。ヤスムント沖の海戦、ペーネミュンデ砦の攻略とグライフスヴァルト湾の海戦を経て連合軍はスウェーデン軍を守勢へ追い込む。今や連合軍は、輸送船団を安全にリューゲン島へ接岸させることができた。1715年11月15日、アンハルト＝デッサウ侯レオポルト1世率いるプロイセン、デンマークとザクセンの総勢19,500名がグロース・シュトレーゾウ付近の浜辺に上陸した。スウェーデン軍は国王カール12世率いる4,500名の守備隊を同島に配置していた。その構成は騎兵12個中隊と歩兵5個大隊であった。さらにスウェーデン軍は大砲12門を有していた。
連合軍は上陸地の全周に堡塁を築き、拒馬を置いて守りを固めた。さらに夜警を編成し、軍を臨戦態勢に置いたのである。

## スウェーデン軍の攻撃
カール12世はグロース・シュトレーゾウ付近に軍が上陸したことを伝え聞いており、浜辺に居る内に寄せ手を迎え撃つべく即座に出発した。夜陰に乗じて側近の士官たちを連れて漁船でシュトラールズントを発ち、リューゲン島へ向かう。連合軍の兵力については充分な情報がなく、急いで招集した小さな戦力のみを率いてシュトーレゾウへ進軍したのである。
11月16日の早朝、スウェーデン軍はグロース・シュトレーゾウの浜辺、アルテ・フェーア付近に到達した。上陸した諸隊は、すでに阻塞の後方で戦闘態勢を整え、スウェーデン軍の攻撃を待ち構えていた。スウェーデン国王は到着後、騎兵を率いて即座に敵軍を攻めた。この攻撃はすぐに中断する。カール12世を大いに驚かせた堡塁が、騎兵の侵入を阻んだからである。
2回目の攻撃は歩兵が実施した。しかし堡塁に籠るレオポルト1世指揮下の軍に、銃弾を命中させるのは彼らにとっても困難であった。この戦いにおいて、カール12世の乗馬は戦闘中に射殺された。大きな損害を被りつつデンマーク軍の防衛線で部隊を率いて戦った末、彼は流れ弾を肩に受けて負傷する。この攻撃は、デンマーク軍のイスケ連隊が一時的に揺らぐほど激しかった。しかしその混乱の収束は早く、猛烈な応射を開始する。デンマーク軍は、すぐに増援を得た。こうしてスウェーデン軍の撃退に成功したのである。
戦いが始まって15分後、アンハルト＝デッサウ侯レオポルト1世はデーヴィッツ中将にプロイセン軍とザクセン軍の騎兵5個中隊をもって、スウェーデン軍の側面を突くよう命じた。しかし、この攻撃はスウェーデン騎兵に撃退される。血戦は続いたが、時間の経過とともに強力な反撃を受けたスウェーデン全軍の退却戦に発展した。カール12世自身は胸にマスケット銃の弾を受けて負傷し、乗馬の下敷きとなっていた。困難の末、国王の休出は間一髪で間に合った。
スウェーデン軍は全ての大砲を失い、歩兵は実質的に全滅した。将官4名が戦死するか、致命傷を負った。スウェーデン軍が死傷者500名から600名の犠牲を出した一方、歩兵戦でこの戦いの主力を担ったデンマーク軍の死傷者は93名であった。騎兵戦においてザクセン軍は36名、プロイセン軍は49名の死傷者を出している。

## 影響
攻撃の失敗により、リューゲン島のスウェーデン軍守備隊は著しく弱体化した。カール12世はデンマーク士官の軍馬の背に乗せられ、漁船を泊めてあった場所へ逃げ延びた。敗れたスウェーデン軍のほとんどは、シュトラールズント要塞へ退く。リューゲン島はほぼ抵抗もなく占領され、シュトラールズント要塞はプロイセン軍、デンマーク軍とザクセン軍によって11月末以降、二手から攻囲された。
カール12世はこの戦いでデューリンク大佐、クリスティアン・アルブレヒト・フォン・グロートフーゼン騎兵少将など数名の腹心を失う。二人はオスマン帝国のベンデルに亡命した時、彼とともにいた。デューリンクを称えるため、浜辺で彼が致命傷を負った場所に十字架が立てられている。

## 記念
1855年以降、プロイセン柱の一つがこの戦いを記念している（北緯54度21分24.7秒 東経13度34分18.7秒 / 北緯54.356861度 東経13.571861度）。これらの柱は高さ15メートルを超える記念碑であり、1854年から1855年にかけてプロイセン国王フリードリヒ・ヴィルヘルム4世の勅命によりノイカンプとグロース・シュトレーゾウに建てられた。ノイカンプの記念碑は1854年10月15日、グロース・シュトレーゾウの記念碑はそのちょうど1年後、フリードリヒ・ヴィルヘルム4世の誕生日に除幕されている。安全上の理由で1991年に解体された後、長期間にわたる保管を経てシュトレーゾウの柱は戦いから300周年の記念の年、2015年11月に修復が果たされた。それにはドレスデンの彫刻家、スヴェン・シューベルト（1965年-）が制作した新しいフリードリヒ・ヴィルヘルム1世の像が添えられている。

## 参加部隊
プロイセン
- 第2歩兵連隊[9]
- 第11歩兵連隊[10]
- 第14歩兵連隊[11]
- 第3胸甲騎兵連隊[12]
- 第3竜騎兵連隊[13]

ザクセン＝ポーランド
- ヴァイセンフェルス連隊
- ケーニギン連隊
- プリンツ・アルブレヒト連隊
- フォン・フリーゼン連隊[14]

デンマーク＝ノルウェー
- ルラン連隊
- プカール連隊
- シヴィニョン連隊

## 文献
- Sundine: Unterhaltungsblatt für Neu-Vorpommern und Rügen, Band 8, Stralsund, Ausgabe 1834
- Leopold von Zedlitz-Neukirch（ドイツ語版）: Die Staatskräfte der Preussischen Monarchie unter Friedrich Wilhelm III, Band 1, Berlin 1828
- Nürnberger Zeitung, 1841年10月25日発行のBände 7巻から12巻
- Knut Lundblad: Geschichte Karl des Zwölften, Königs von Schweden Band 2, Hamburg 1840
- Günther Gieraths（ドイツ語版）: Die Kampfhandlungen der brandenburgisch-preußischen Armee Band 8, Hrsg. Walter de Gruyter & Co. 1964
- Philipp Albert Aufschläger, Johannes Anton Larrass: Das Königlich Sächsische 6. Infanterie-Regiment Nr. 105 und seine Stammtruppen, Verlag Höckner, 1891
- Hermann Voges: Beiträge zur Geschichte des Feldzuges von 1715, Teil 1 in: Baltische Studien NF 9 (1905), p. 185–209 デジタル版